# Ätzende Stoffe

Warnzeichen W023 nach ISO 7010: Warnung vor ätzenden Stoffen

Ätzende Stoffe (auch Ätzmittel und Korrosiva genannt) zerstören lebendes Gewebe oder greifen Oberflächen an, d. h., sie zeigen eine Ätzwirkung. Zu den ätzenden Stoffen zählen stärkere Säuren und Basen sowie Verbindungen, die mit Wasser stark alkalisch oder sauer reagieren. Auch oxidierend wirkende und Wasser entziehende Stoffe können ätzend sein. Ätzende Stoffe können organischer oder anorganischer Natur, fest, flüssig oder gasförmig sein.
Beispiele: Salzsäure, Schwefelsäure, Salpetersäure, Natronlauge, konzentrierte Seifenlauge, Abflussreiniger.
Ätzende Gase (z. B. Chlor, Fluor) verursachen schon in kleinsten Mengen und geringer Konzentration Schädigungen der Atemwege und der Lunge.
Flüssigkeiten wirken auf der Haut wegen ihrer benetzenden Wirkung sofort und sind für sie deshalb am gefährlichsten. Feste und gasförmige ätzende Stoffe müssen eine Zeit auf dem Gewebe der Haut verweilen, um mit äußerlich anhaftender Feuchtigkeit oder der inneren Gewebeflüssigkeit reagieren zu können. Siehe hierzu Verätzung.

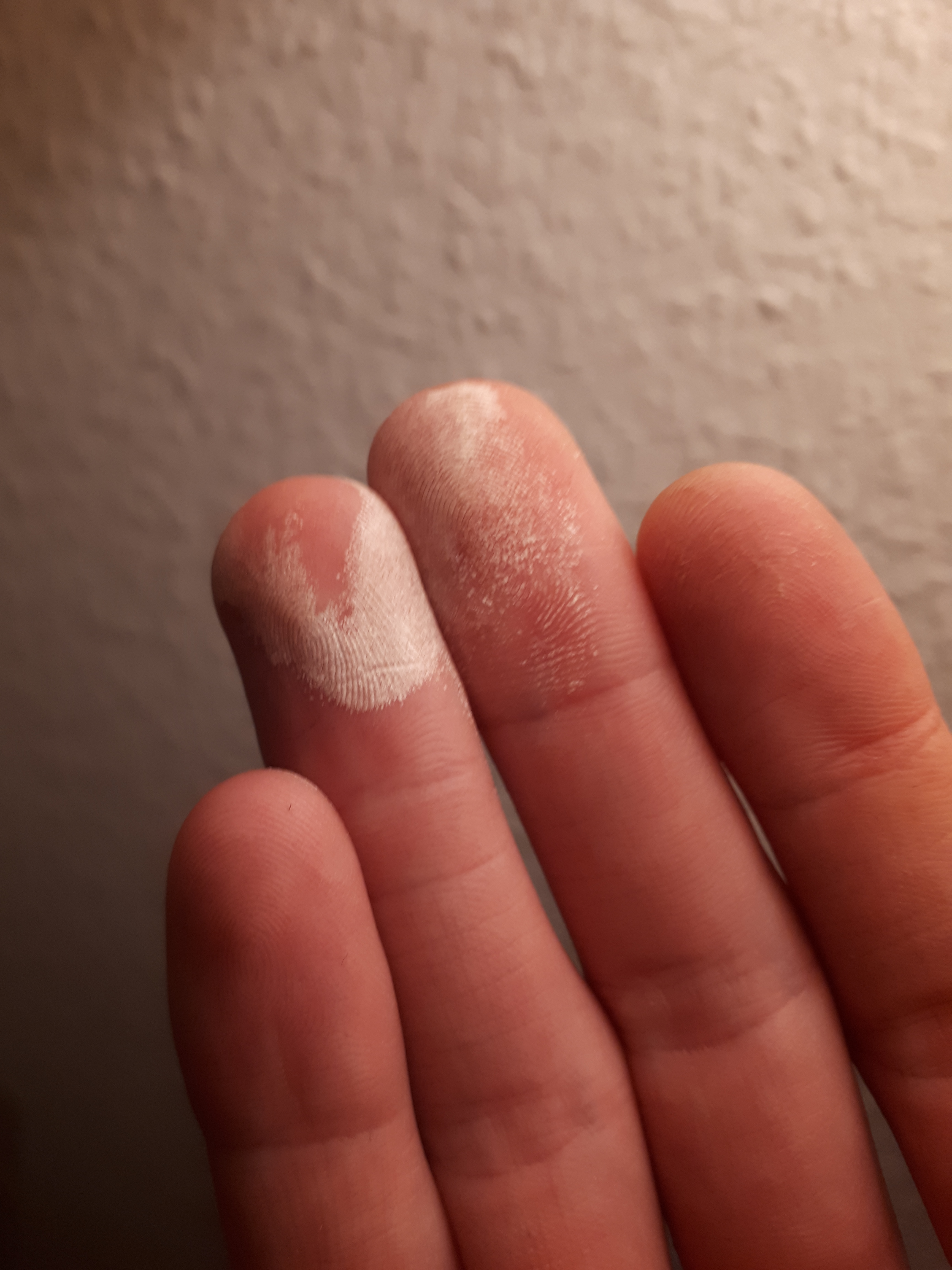
Chemische Verbrennung durch Wasserstoffperoxid, begleitet von brennendem Schmerz & Verbleichung der Haut.

## Einstufung nach GHS/CLP

GHS/CLP-Symbol

Nach der CLP-Verordnung (Anhang 1, Teil 3, Tabelle 3.2.1) bzw. GHS-Richtlinie sind folgende Kategorien anzuwenden
- Hautätzend
  - Hautätzend 1A: Ätzwirkung auf die Haut innerhalb von 3 Minuten
  - Hautätzend 1B: Ätzwirkung auf die Haut nach 3 Minuten bis 1 Stunde
  - Hautätzend 1C: Ätzwirkung auf die Haut nach 1 Stunde bis 4 Stunden

Im Unterschied zur Stoffrichtlinie werden Stoffe mit irreversibler Augenschädigung mit diesem Piktogramm gekennzeichnet
- Schwere Augenschädigung/Augenreizung
  - Kategorie 1: irreversible Schädigung am Auge

Metallkorrosive Eigenschaften werden ebenfalls unter CLP/GHS erfasst. Dies stellt jedoch eine physikalisch/chemische Gefahr dar und keine toxische Gefahr.
- Korrosive gegenüber Metallen
  - Kat 1: Korrosiv gegenüber Metallen

## Einstufung nach Gefahrgutvorschriften

Gefahrzettel Nr. 8 für ätzende Güter

Die Klassifizierung nach Gefahrgutrichtlinien ist wie folgt
- Gefahrenklasse 8
  - Verpackungsgruppe I: Ätzwirkung auf die Haut innerhalb von 3 Minuten
  - Verpackungsgruppe II: Ätzwirkung auf die Haut nach 3 Minuten bis 1 Stunde
  - Verpackungsgruppe III: Ätzwirkung auf die Haut nach 1 Stunde bis 4 Stunden
  - Verpackungsgruppe III: Metallkorrosive Stoffe

## Einstufung nach Stoffrichtlinie (veraltet)

Ätzend
_______________________
Gefahrensymbol C

Vor 2015 wurden nach der Richtlinie 67/548/EWG (Stoffrichtlinie) ätzende Stoffe und Zubereitungen nach folgenden Kriterien zugeordnet:
- Gefahrenbezeichnung C – Ätzend
  - R35 – Verursacht schwere Verätzungen: Beim Aufbringen auf die gesunde Haut wird das Hautgewebe nach einer Einwirkzeit von höchstens 3 Minuten in seiner gesamten Dicke zerstört.
  - R34 – Verursacht Verätzungen: Beim Aufbringen auf die gesunde Haut wird das Hautgewebe nach einer Einwirkzeit von 4 Stunden in seiner gesamten Dicke zerstört.
  - R34 – Verursacht Verätzungen: Organische Peroxide

Metallkorrosive Stoffe wurden von der Stoffrichtlinie nicht erfasst.
Güter, die die Eigenschaften irreversible Wirkung auf die Augen haben, erfüllen nicht die Kriterien zur Einstufung in die Gefahrenklasse 8.